# 604
604 (DCIV) je bilo prestopno leto, ki se je po julijanskem koledarju začelo na sredo.

## Dogodki
- 1. januar

## Smrti
- Al-Nabiga al-Dubijani, arabski pesnik (* okoli 535)